# Fukuoka Takachika
Fukuoka Takachika est un nom japonais traditionnel ; le nom de famille (ou le nom d'école), Fukuoka, précède donc le prénom (ou le nom d'artiste).
Le vicomte Fukuoka Takachika (福岡 孝弟, 5 février 1835-7 mars 1919) est un homme politique japonais de l'ère Meiji.

## Biographie
Né dans le district de Tosa (actuelle préfecture de Kōchi), Fukuoka travailla premièrement pour les daimyos du domaine. Avec le samouraï Gotō Shōjirō, il se rendit à Kyoto en 1867 afin de convaincre le shogun Yoshinobu Tokugawa de laisser pacifiquement sa place à l'empereur, provoquant ainsi la restauration de Meiji.
Après ces événements, il fut san'yo (conseiller senior) et aida à rédiger la charte du serment qui annonçait les objectifs du nouveau gouvernement de Meiji. Dans celui-ci, il servit ensuite dans différents bureaux, puis il participa à la rédaction du Seitaisho, un texte qui expliquait l'organisation des structures du gouvernement.
En 1870, Fukuoka fut transféré dans sa ville natale de Kōchi et travailla sur la réforme de l'administration du domaine, juste avant l'abolition du système han.
En 1872, Fukuoka revint au gouvernement central en qualité de taifu (vice-ministre senior) de l'Éducation et de la Justice, mais il démissionna en 1873 à cause de son opposition au Seikanron sur l'éventualité d'envahir la Corée.
En 1880, Fukuoka retourna dans le gouvernement en tant que membre du Genrōin et fut plus tard tour à tour ministre de l'Éducation, sangi (conseiller), président du Sanjiin (conseil législatif consultatif) et membre du Conseil privé.
En 1884, il fut élevé au rang de shishaku (vicomte).

## Source de la traduction
- (en) Cet article est partiellement ou en totalité issu de l’article de Wikipédia en anglais intitulé « Fukuoka Takachika » (voir la liste des auteurs).